# Departamento de Justicia Criminal de Texas

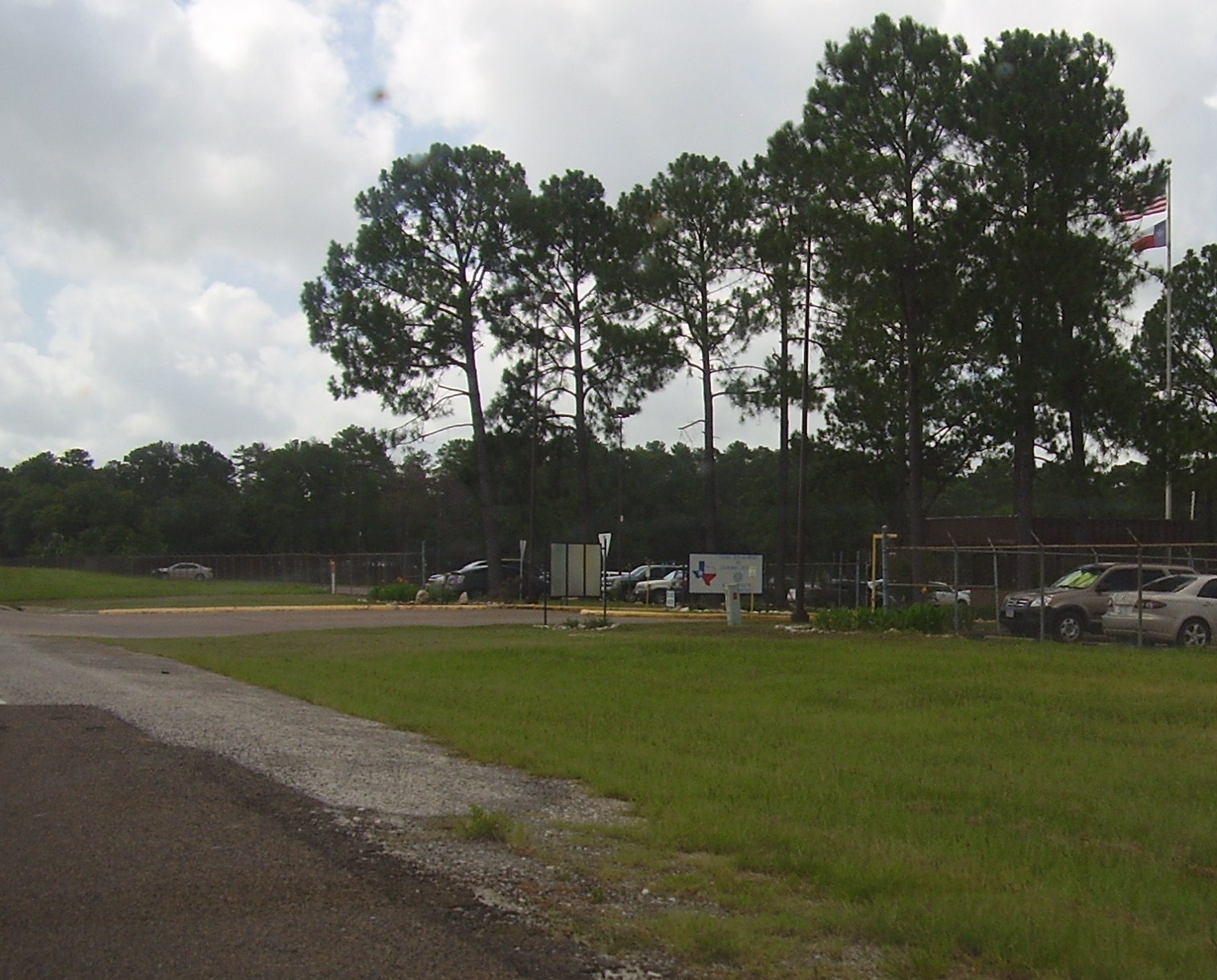
La sede administrativa del Departamento de Justicia Criminal de Texas

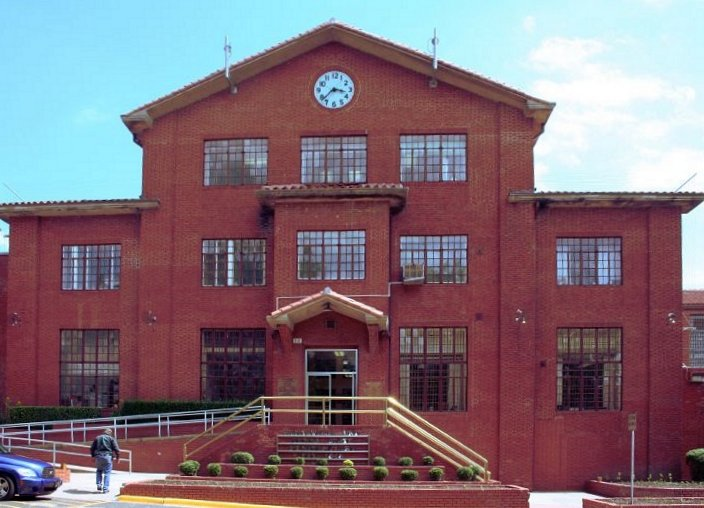
La Unidad de Huntsville, una prisión de la División de Instituciones Correccionales del TDCJ en Huntsville.

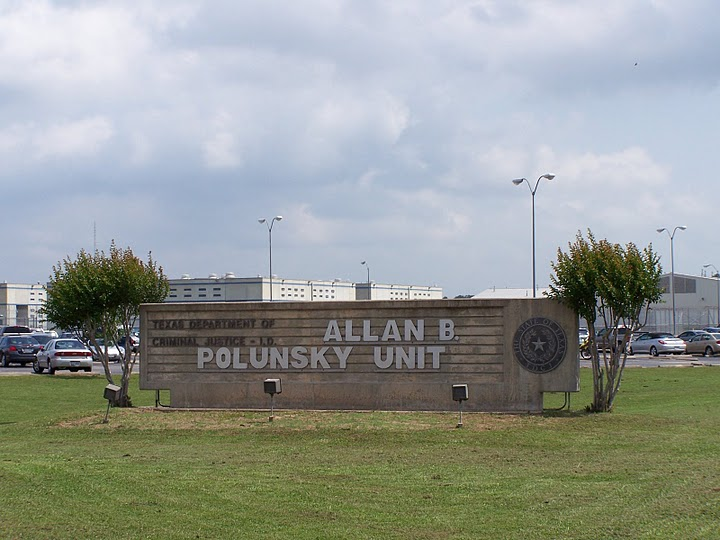
Unidad Allan B. Polunsky

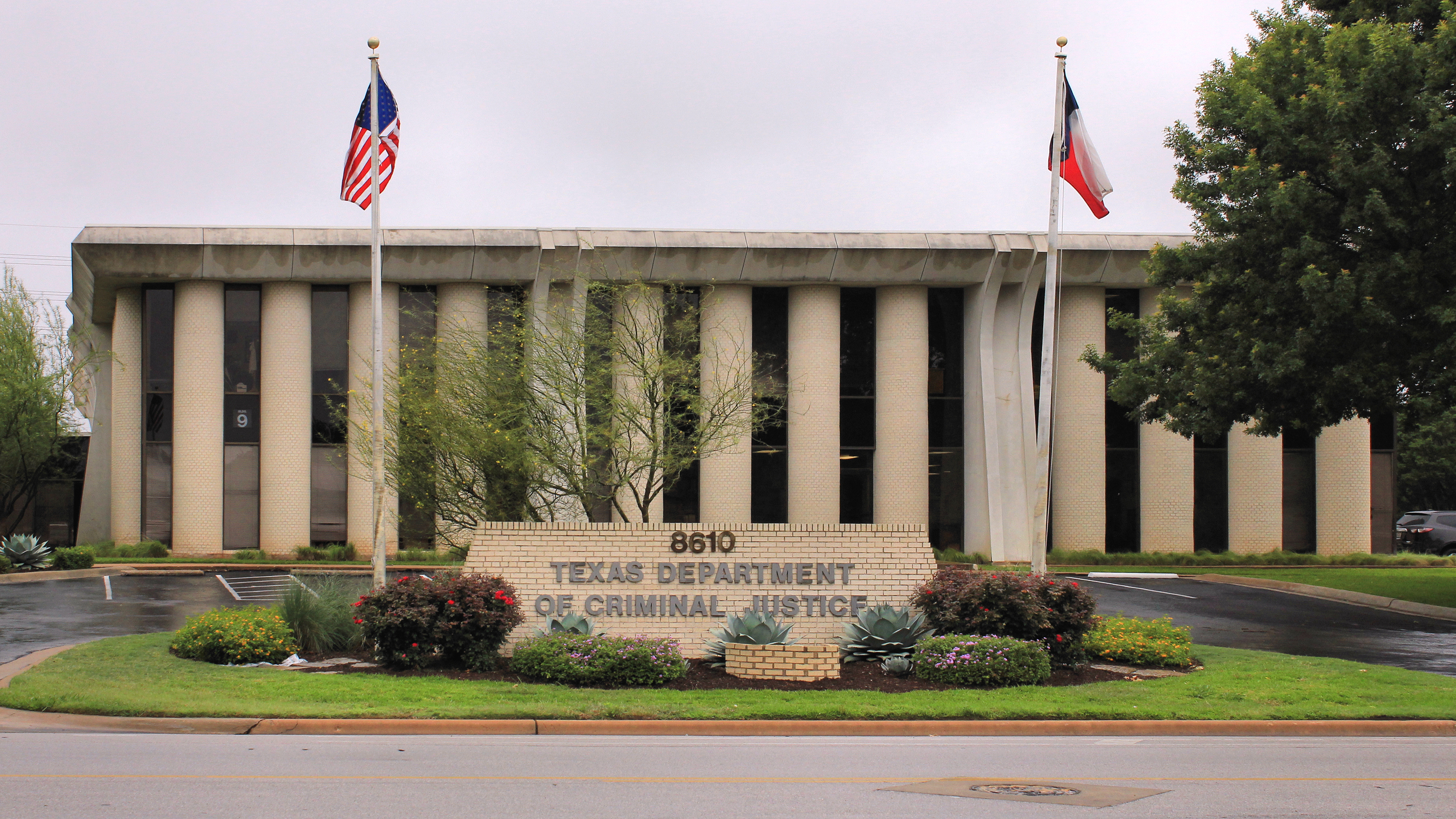
Oficinas del TDCJ en Austin

El Departamento de Justicia Criminal de Texas (idioma inglés: Texas Department of Criminal Justice, TDCJ) es una agencia de Texas en los Estados Unidos. El TDCJ gestiona prisiones y cárceles estatales, supervisión comunitaria (o libertad bajo palabra), y libertad condicional.
Tiene su sede en Huntsville. Tiene oficinas en el Price Daniel Sr. Building, 209 West 14th Street en Austin y Huntsville. En 1989, el Gobierno del Estado de Texas ha abrió el TDCJ.

## Historia
En 2014 la Human Rights Clinic del Colegio de la Ley de la Universidad de Texas en Austin (University of Texas School of Law) emitió una informe que dice que en muchos prisiones del TDCJ las temperaturas son demasiado altas y desde 2007 por lo menos 14 prisioneros murieron a causa de las temperaturas. En 2013 el TDCJ compró un sistema de control de temperatura de para la cría de cerdos, con un valor de $750.000.

## Divisiones
La División de Instituciones Correccionales (Correctional Institutions Division, CID) del TDCJ gestiona prisiones y cárceles estatales. La División de Libertad Condicional (Parole Division) gestiona libertad condicional. La División de Programas de Rehabilitación gestiona las programas de rehabilitación para los prisioneros.

## Pena capital
La Unidad Allan B. Polunsky en West Livingston tiene el corredor de la muerte para hombres, y la Unidad Mountain View en Gatesville tiene el corredor de la muerte para mujeres. La Unidad de Huntsville en Huntsville tiene la cámara de ejecución (EN) del estado.

## Unidades
Para hombres:
- Unidad de Huntsville
- Unidad Eastham
- Unidad Ellis
- Unidad Allan B. Polunsky

Para mujeres:
- Unidad Christina Crain
- Unidad Mountain View